# هيئة تطوير الطائف
هيئة تطوير الطائف هي هيئة حكومية سعودية تأسست بأمر ملكي في 5 مايو 2022م.

## أعمال الهيئة
تعمل هيئة تطوير محافظة الطائف على تنسيق جهود القطاعات المعنية بتنمية المحافظة وإعداد السياسات والرؤى والخطط والدراسات، وتحفيز الاستثمار في قطاع الزراعة والسياحة الريفية، وتنمية القطاعات المختلفة ورفع جودة الحياة.

## مجلس الإدارة
يتكون مجلس إدارة هيئة تطوير الطائف من وزير الثقافة الأمير بدر بن عبد الله بن فرحان رئيسا للمجلس، وعضوية كلٍ من: الأمير سعود بن نهار بن سعود؛ الأميرة هيفاء بنت محمد بن سعود بن خالد، المهندس إبراهيم بن محمد السلطان، عبد العزيز بن إسماعيل طرابزوني، الدكتور خالد عمر عزام، وممثل من صندوق الاستثمارات العامة.